# Ульрих II (граф Веймара)
Ульрих II (также Ульрик, Одальрик, Одальрикус, Удальрих) (нем. Ulrich, Odalric, Oudalricus, Udalrich) (ум. 13 мая 1112) — граф Веймара с 1070 года, маркграф Истрии (1098—ок. 1107), маркграф Крайны с 1098 года. Второй сын Ульриха I Крайнского и Софии Венгерской, дочери короля Белы I. Представитель династии Веймар-Орламюнде
После смерти отца в 1070, еще в детском возрасте, Ульрих стал графом Веймара и Орламюнде. Оба маркграфства он унаследовал после смерти своего брата Поппо II в 1098 году. Между 1101 и 1107 Истрия перешла к Энгельберту II фон Шпонгейм, чей отец ранее был её правителем.
Ульрих II был женат на Аделаиде (ум. 1146), дочери Людвига Скакуна, графа Тюрингии. Детей у них не было. После его смерти Крайну унаследовала его сестра Аделаида, передавшая её своему внуку Конраду I, герцогу Меранскому. Веймар-Орламюнде получил Зигфрид I.